# Stella Artois
Stella Artois – marka belgijskiego piwa typu lager o zawartości alkoholu 5,2%, warzonego w browarach grupy InBev. Jest to pełne piwo dolnej fermentacji w stylu pilzneńskiego lagera, warzone wyłącznie ze słodu jęczmiennego. Piwo Stella Artois podawane jest w charakterystycznych pokalach.

## Historia
Pierwsze wzmianki na temat browaru, w którym jest aktualnie warzona Stella Artois, pochodzą z roku 1366 z belgijskiego miasta Leuven, w którym założony został browar Den Horen. Nazwa browaru oznacza róg – dęty instrument blaszany, którego wizerunek do dziś widnieje na etykiecie piwa. Browar ten został wykupiony 15 lipca 1717 przez Sebastiana Artois – ówczesnego mistrza piwowarskiego browaru Den Horen, który nadał browarowi swoje nazwisko.
Sama marka powstała w roku 1926, kiedy wyjątkowo udane świąteczne piwo zostało nazwane „Stella” (z łac. gwiazda).

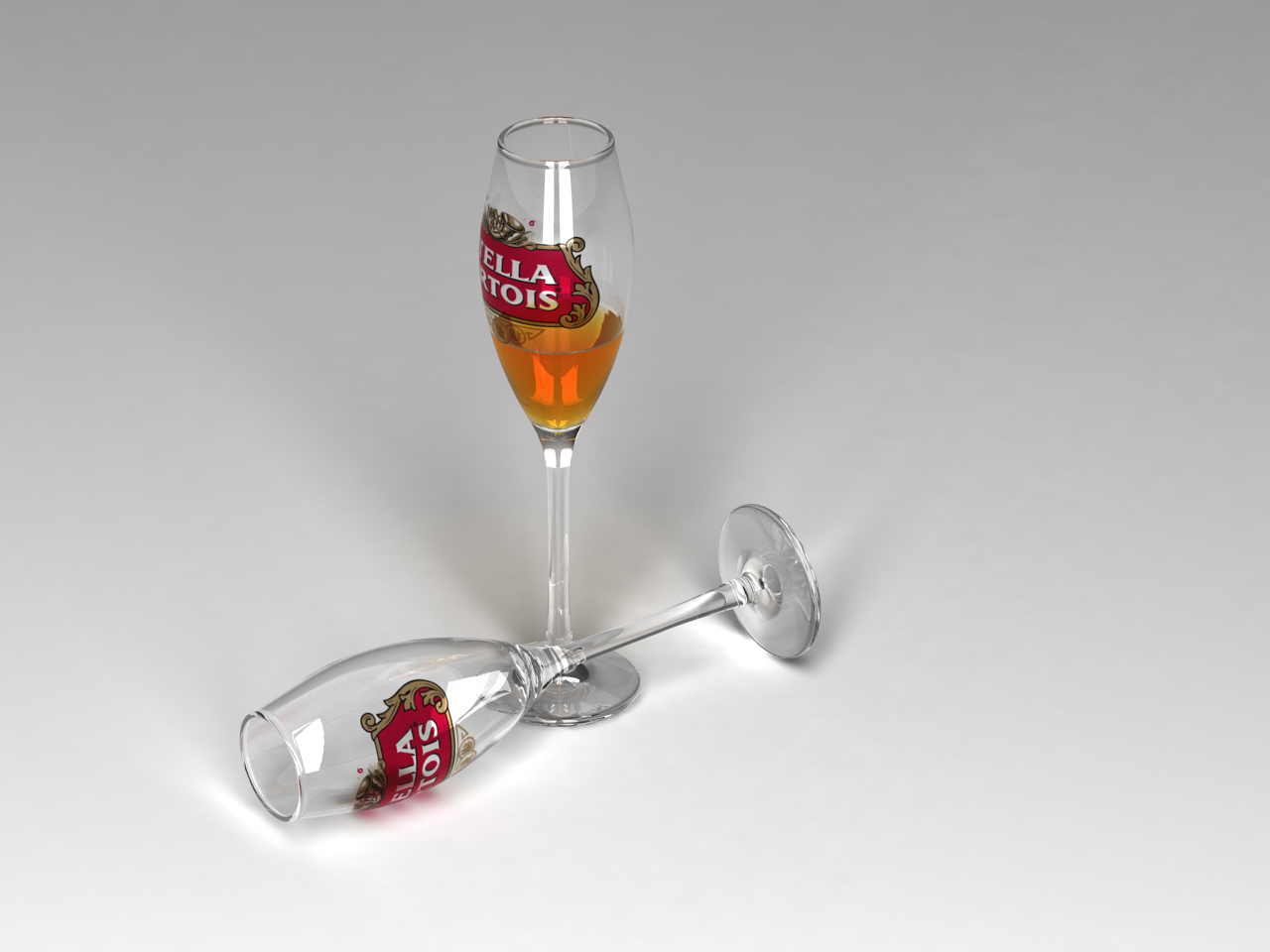
Jeden z rodzajów szkła do piwa Stella Artois